# Riccardia conimitra
Riccardia conimitra là một loài rêu trong họ Aneuraceae. Loài này được A.Evans mô tả khoa học đầu tiên năm 1921.